# Souto (Abrantes)
Souto era una freguesia portuguesa del concelho d'Abrantes, al districte de Santarém, amb 13,09 km² d'àrea i 418 habitants (2011). Densitat poblacional: 31,9 hab/km².
Localitzada al nord del concelho, la freguesia de Souto limitava al nord amb la de Fontes, a l'est amb la de Carvalhal, al sud-est amb la de São Vicente i al sud-oest amb la de Aldeia do Mato i amb la seu del concelho. El límit occidental era la ribera de la presa de Castelo do Bode, el costat oposada pertany al concelho de Tomar.
Constituïda com a freguesia independent el 1629, Souto comprenia originàriament el territori de les actuals freguesias de Carvalhal i Fontes, segregades el 1952 i 1985, respectivament. Afectada per aquest desmembrament i per un fort descens demogràfic des de llavors (amb 852 habitants el 1991), la freguesia de Souto va quedar extingida en el marc de la reforma administrativa de 2013, fusionant-se amb la d'Aldeia do Mato per formar una nova, anomenada Unió de les Freguesias de Aldeia do Mato i Souto, amb seu a la primera.